# Dave DeWitt
Dave DeWitt (Boston, 1944) è uno scrittore statunitense. Conosciuto come "The Pope of Peppers" (il Papa del peperoncino), è una delle principali autorità al mondo sul peperoncino e sui cibi piccanti. A partire dagli anni '70 ha scritto e pubblicato più di 50 libri e numerosi articoli sulla coltivazione del peperoncino, sulla storia del cibo in America e anche vari libri di cucina.

## Biografia
Nato nel 1944 a Boston, Massachusetts. Nel 1966 si laurea alla University of Virginia e poi nel 1967 la laurea magistrale alla University oh Richmond . Trova il suo primo impiego come speaker radiofonico a Richmond. In seguito fonda un'azienda radiofonica e produce diversi programmi radio e video.
Nel 1974 si trasferisce in Nuovo Messico e inizia e coltivare la passione per il peperoncino. Nello stesso periodo co-produce tramite la sua azienda "Captain Space" che ottiene successo negli USA, tanto da risultare nella classifica dei migliori show di seconda serata. In seguito produce anche una rassegna di musica country chiamata "A Country Affair".
Nel 1984 spinto dalla sua forte passione per il peperoncino pubblica il suo primo libro di ricette "The Fiery Cuisines" scritto insieme a Nancy Gerlach e prodotto dalla St. Martin’s Press. Nel 1987 fonda la rivista "Chili Pepper" sempre in collaborazione con Nancy Gerlach, nel 1995 la rivista conta 50000 iscritti e un giro di circa 80000 copie vendute, questo gli permette inoltre di pubblicare diversi libri sull'argomento. Nel 1996 Dave decide di abbandonare il progetto e lancia un nuovo periodico per addetti ai lavori, il Fiery Foods & Barbecue Business Magazine, trasformato poi dal 2002 nella rivista Fiery Foods & BBQ. Nel 2008 abbandona anche questo progetto per dedicarsi completamente al sito web "Fiery Foods & Barbecue SuperSite", adesso rinominato "Fiery Foods & BBQ Central".
Tra i suoi libri più venduti e apprezzati figurano "The Chili Pepper Book", scritto insieme a Paul W. Bosland, che ottiene i premi "Best New Mexico Book" e "Best Gardening Book" alla manifestazione Mexico Book Awards del 2010, "The Whole Chile Pepper Book" che vende circa 120000 copie.
Ha inoltre prodotto il primo documentario sul peperoncino "Heat Up Your Life" in collaborazione con "NMSU media arts department". È stato menzionato da alcuni dei più importanti notiziari degli USA, come il The New Yorker e il New York Times, che come attestato di stima l'ha nominato "Pope of Peppers".
Vive attualmente con sua moglie Mary Jane Wilan, a South Valley of Albuquerque, Nuovo Messico.

## Opere
- Dave DeWitt, Discover New Mexico, 1979.
- Dave DeWitt, The Mute Strategy, 1979. Romanzo.
- Dave DeWitt, The Fiery Cuisines, 1984, ISBN 9780356109664.
- Dave DeWitt, Fiery Cuisines, 1985, ISBN 9780312292119.
- Dave DeWitt, Fiery Appetizers, 1986, ISBN 9780962386527.
- Dave DeWitt, Texas Monthly Guide to New Mexico, 1989, ISBN 9789991574424.
- Dave DeWitt, The Whole Chile Pepper Book, 1990, ISBN 9781422352977.
- Dave DeWitt, Hot Spots, 1991, ISBN 9781559581097.
- Dave DeWitt, The Food Lover’s Handbook to the Southwest, 1992, ISBN 9781559581714.
- Dave DeWitt, Just North of the Border, 1992, ISBN 9781559582148.
- Dave DeWitt, The Pepper Garden, 1993, ISBN 9780898155549.
- Dave DeWitt, Callaloo, Calypso, and Carnival: The Cuisines of Trinidad and Tobago, 1993, ISBN 9780595002337.
- Dave DeWitt, Hot & Spicy & Meatless, 1994, ISBN 9780761505433.
- Dave DeWitt, A World of Curries, 1994, ISBN 9780316182249. Finalista ai James Beard Awards 2000.
- Dave DeWitt, Hot & Spicy Chili, 1994, ISBN 9781559584203.
- Dave DeWitt, Hot & Spicy Latin Dishes, 1995, ISBN 9781559584845.
- Dave DeWitt, The Habanero Cookbook, 1995, ISBN 9780898156386.
- Dave DeWitt, Meltdown! The Fiery Foods Show Cookbook, 1995, ISBN 9780595002320.
- Dave DeWitt, Hot & Spicy Southeast Asian Dishes, 1995, ISBN 9781559585774.
- Dave DeWitt, Heat Wave: The Best of Chile Pepper Magazine, 1995, ISBN 9780895947598.
- Dave DeWitt, Hot & Spicy Caribbean, 1996, ISBN 9780761501268.
- Dave DeWitt, The Hot Sauce Bible, 1996, ISBN 9780895947604.
- Dave DeWitt, Hot & Spicy Mexican, 1996, ISBN 9781559586542.
- Dave DeWitt, Sweet Heat, 1996, ISBN 9781484843062.
- Dave DeWitt, Peppers of the World: An Identification Guide, 1996, ISBN 9780898158403.
- Dave DeWitt, Hot & Spicy & Meatless 2, 1997, ISBN 9780761505433.
- Dave DeWitt, Great Salsas by the Boss of Sauce, 1997, ISBN 9780895948175.
- Dave DeWitt, The Pepper Pantry: Habaneros, 1997, ISBN 9780890878279.
- Dave DeWitt, The Pepper Pantry: Chipotles, 1997, ISBN 9780890878286.
- Dave DeWitt, Great Bowls of Fire, 1997, ISBN 9780898159011.
- Dave DeWitt, The Flavors of Africa, 1998, ISBN 9780761505204.
- Dave DeWitt, The Food of Santa Fe, 1998, ISBN 9789625932293.
- Dave DeWitt, The Healing Power of Peppers, 1999, ISBN 9780609800027.
- Dave DeWitt, The Chile Pepper Encyclopedia, 1999, ISBN 9780688156114. Vincitore Best Spice Book in inglese ai World Cookbook Awards 1999 a Versailles.
- Dave DeWitt, Barbecue Inferno, 2001, ISBN 9781580081542.
- Dave DeWitt, Too Many Chilies! Growing, Using and Preserving Peppers, 2001, ISBN 9781885590886.
- Dave DeWitt, The Spicy Food Lover’s Bible. The ultimate guide to key ingredients that give food spice, 2005, ISBN 9781584796763. Finalista ai IACP Cookbook Awards 2006.
- Dave DeWitt, Da Vinci’s Kitchen: A Secret History of Italian Cuisine, 2006, ISBN 9781933771076.
- Dave DeWitt, Avenging Victorio: A Novel of the Apache Insurgency in New Mexico, 1881, 2007, ISBN 9781936744138. Vincitore del premio "Best Adventure Novel" ai New Mexico Book Awards del 2008.
- Dave DeWitt, The Complete Chile Pepper Book, 2009, ISBN 9781604695809. Vincitore del premio "Best New Mexico Book" ai New Mexico Book Awards del 2010.
- Dave DeWitt, Founding Foodies: How Washington, Jefferson, and Franklin Revolutionized American Cuisine, 2010, ISBN 9781402217869.
- Dave DeWitt, 1001 Best Hot & Spicy Recipes, 2010, ISBN 9781572841130. Vincitore del premio "Best Culinary History" ai IACP Awards del 2011.
- Dave DeWitt, The Southwest Table, 2011, ISBN 9781461745884.
- Dave DeWitt, The Pepper Pantry: New Mexico Chiles, 2013, ISBN 9781482598636.
- Dave DeWitt, The Pepper Pantry: Jalapeños, 2013, ISBN 9781482597974.
- Dave DeWitt, The Pepper Pantry: Ancho and Poblano Chiles, 2013, ISBN 9781482598599.
- Dave DeWitt, The Pepper Pantry: Sweet Heat, 2013, ISBN 9781484843062.
- Dave DeWitt, The Pepper Pantry: The Essential Chile Sauce Guide, 2013, ISBN 9781484842980.
- Dave DeWitt, The Pepper Pantry: The Essential Hot Spice Guide, 2013, ISBN 9781484842751.
- Dave DeWitt, Dishing Up New Mexico, 2014, ISBN 9781612122502.
- Dave DeWitt, Precious Cargo: How Foods from the Americas Changed the World, 2014, ISBN 9781619026025. Vincitore del premio "Best Culinary History" ai IACP Awards del 2015.
- Dave DeWitt, Microfarming for Profit: From Garden to Glory, 2015, ISBN 9781937226381. Vincitore del premio "Miglior Business Book" ai New Mexico-Arizona Book Awards del 2015.
- Dave DeWitt, The Field Guide to Peppers, 2016, ISBN 9781604695885.